# 純真ミラクル100%
『純真ミラクル100%』（じゅんしんミラクルひゃくパーセント）は、秋★枝による日本の漫画作品。『コミックエール!』（芳文社）にて第1～12話まで連載。『コミックエール!』休刊のため、『まんがタイムきららフォワード』（同）に掲載誌が変更となった。連載の頻度は掲載誌の発行頻度に準拠し何度か変更されており、『コミックエール』発行当初1、2話は季刊連載、3話より隔月連載、『まんがタイムきららフォワード』に移籍後は月連載となった。『まんがタイムきららフォワード』2010年12月号にて完結し連載は終了した。
大手芸能事務所から子会社として独立したばかりの芸能事務所『Office T』に入った新人アイドルのモクソンを中心とした、事務所におけるエピソードをメインにした物語である。

## 登場人物
木村彩乃（きむら あやの） / モクソン
声 - 佐藤利奈
歌手デビューを夢見て、高校を中退し単身上京してきた少女。路上ライブで活動しているところを工藤に見出されて念願の歌手デビューを果たし天然ぽっちゃり系としてブームを引き起こす。一緒に仕事をするうちに工藤に淡い恋心を抱くが、工藤の高杉への思いを知っているために悩みスランプに陥る。だが工藤も高杉も彼女にとって大切な人であり高杉のことをもっと好きになることで解決してしまおうという結論に至り、それを乗り切ってしまう。芸名は木村の姓をもじったもので、高杉が命名した。年齢は明らかにされていないが、未成年で田舎のクラスメイトが受験勉強で忙しいとの話が出ていたので17～18歳だと思われる。両親の反対を振り切って中退、上京してきたため両親との折り合いは良くないらしい。おひつじ座のAB型。
奥村莉紗（おくむら りさ） / オクソン
声 - 加藤英美里
グラビアクィーンを目指す少女。所属事務所の方針でモクソンブームにあやかってオクソンという芸名で売り出すことになった。本人はそのことを不愉快に思っていて、ブームの火付け役であるモクソンを嫌っていた。だが、ラジオ番組の収録の際に控え室で2人で話をしていくうちにモクソンのことを人間的に好きになり友達になる。その後、モクソンの部屋にほぼ毎日遊びに来ては寝泊りしている模様。その後、正式に『Office T』に移籍した模様。年齢は明らかにされてはいないがモクソンの部屋で勉強していた際に数IIBと書かれた教科書を使用していたため、高校2年生（16～17歳）でモクソンより学年で1つ年下になると思われる。そのためかモクソンに対しては敬語を使っている。おうし座のO型。
高杉千鶴子（たかすぎ ちづこ）
声 - 生天目仁美
芸能事務所『Office T』の所長。事務所内では、男性運が悪いとの評判がある。モクソンをいびる事に密かな楽しみを見出しているが、ことごとく本人には感謝される結果となっている。やぎ座のA型。
工藤宣幸（くどう のぶゆき）
声 - 千葉進歩
モクソンをスカウトしたマネージャー。仕事が早い。本社に勤務していた時、末澤の部下として配属された。高杉に片思いをしている。しし座のO型。
武市健三郎（たけち けんざぶろう）
声 - 野島裕史
プロデューサー。マイペースな性格。昔、高杉と付き合っていた。既婚者だが、本人は離婚して高杉との復縁を望んでいるためアプローチをかける。うお座のB型。
二宮拓己（にのみや たくみ）
プロデューサー。新しい方向性を探るために高杉がモクソンのプロデュースを彼に依頼した。プロデューサーとしては有能だが、人との付き合いが苦手。音楽に対して妥協を許さない性格で、予算の都合によって表現が制限されてしまうのを嫌う。そのため、金銭に対する要求は厳しく陰では守銭奴プロデューサーとも呼ばれている。表には出さないがモクソンの曲に一目惚れしており、さらに一緒に仕事をしていくうちにモクソン本人にも惹かれていく。誕生日は12月4日。好きな食べ物は湯葉とごま豆腐。趣味は音楽鑑賞と散歩。いて座のAB型。
吉田裕子（よしだ ゆうこ）
声 - 高本めぐみ
『Office T』の事務員。黒髪ストレートのロングヘア。
大村温子（おおむら あつこ）
声 - 滝田樹里
『Office T』の事務員。栗色ウェーブのロングヘア。
末澤茜（すえざわ あかね）
高杉の本社時代のパートナー。営業成績はトップの高杉の次点と優秀だった。本社の常務の娘で、コネ入社と言われることを払拭するために成績がトップの必要があると思っていた彼女にとって高杉は目の上のたんこぶであった。だが内心の思いを別にした同僚としての高杉との仲は良好であり、彼女自身も割り切って付き合っていた。だが、彼女の部下として配属された工藤に一目惚れしたことでそれが狂う。工藤は高杉の事が好きだった。彼女は高杉に別の男を紹介し付き合わせることで、工藤に高杉を諦めさせようとしたが、恋愛に不慣れだった高杉が紹介した男性に片っ端から振られたため、末澤の作戦はことごとく失敗。その後工藤に告白するが振られている。工藤が『Office T』に移籍した現在もこの事を引きずっており、今度は高杉と武市との復縁を応援する。本社からモクソンとオクソンの引き抜きを指令されて行動する。当初は高杉を裏切るようになるこの行為に躊躇していたが、嫉妬から積極的に行動するようになる。オクソンの専属マネージャーを引き受け、切り崩しを狙う。水瓶座のAB型。
平田佳奈（ひらた かな）
オクソンの同級生。モクソンの大ファン。
DJ
声 - 渕崎ゆり子
ドラマCDオリジナル。モクソンの初の公開録音の際に司会を務める。

## 書誌情報
- 芳文社〈まんがタイムKRコミックス YELL!シリーズ〉、全5巻。
  1. 2008年7月28日発売 ISBN 978-4-8322-7720-5
  2. 2009年5月12日発売 ISBN 978-4-8322-7805-9
  3. 2009年12月12日発売 ISBN 978-4-8322-7868-4
  4. 2010年6月11日発売 ISBN 978-4-8322-7917-9
  5. 2010年12月11日発売 ISBN 978-4-8322-7967-4

## 関連商品

### ドラマCD
フロンティアワークスより発売
- 純真ミラクル100% - 2009年5月27日発売 ASIN B001W4ABG6

### 音楽CD
- イメージソング『東京』 - 2009年7月22日発売 ASIN B0029Y8VYM